# سارا چنگ
سارا چنگ (به انگلیسی: Sarah Chang) (زاده ۱۰ دسامبر ۱۹۸۰ فیلادلفیا)، نوازنده نامی ویولون آمریکایی کره‌ای تبار است.
با کشف شدن استعداد غیرمعمول سارا، والدین او (که خود موسیقیدان بودند) از سنین پایین او را در مدرسه جولیارد به تکمیل هنر ساز ویولون واداشتند، بطوری‌که در سن ۸ سالگی، زوبین مهتا او را به عنوان یک نوازنده به ارکستر نیویورک فیلهارمونیک پذیرفت.

## جوایز
- Avery Fisher Career Grant (1992)

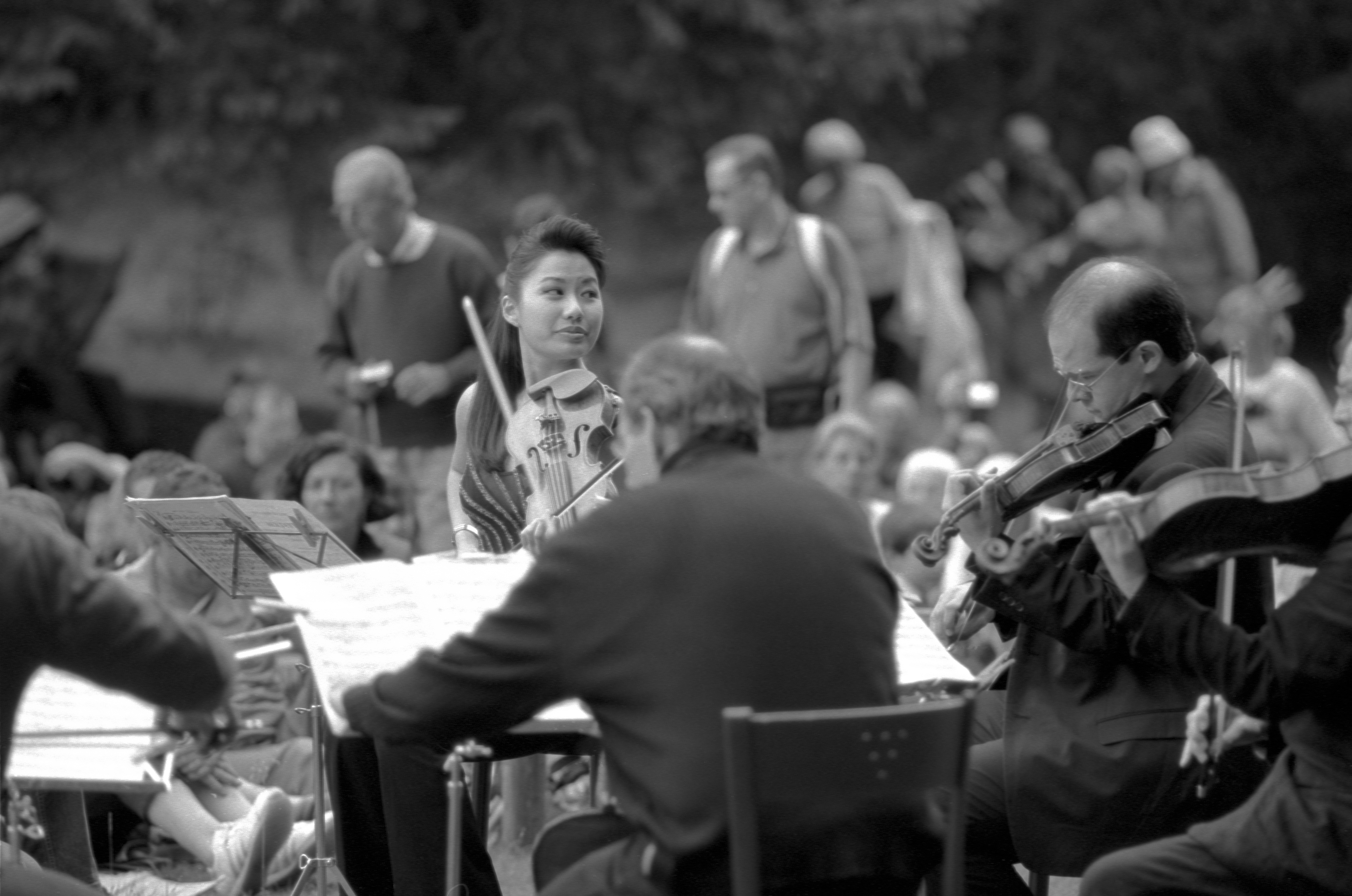
اجرای چنگ با ارکستر ایتالیایی در ۲۰۰۵

- Gramophone Magazine "Young Artist of the Year" (1993)
- "Echo" award (Germany) ("Newcomer of the Year") 1993
- "Nan Pa" award (South Korea)
- "Newcomer of the Year" at the International Classical Music Awards (1994)
- Avery Fisher Prize (1999) One of three women to first win the prestigious music award.
- Internazionale Accademia Musicale Chigiana Award in Siena, Italy (2004)
- هالیوود بول's Hall of Fame award (the youngest person ever to receive it) (2004).